# Anne Dudley

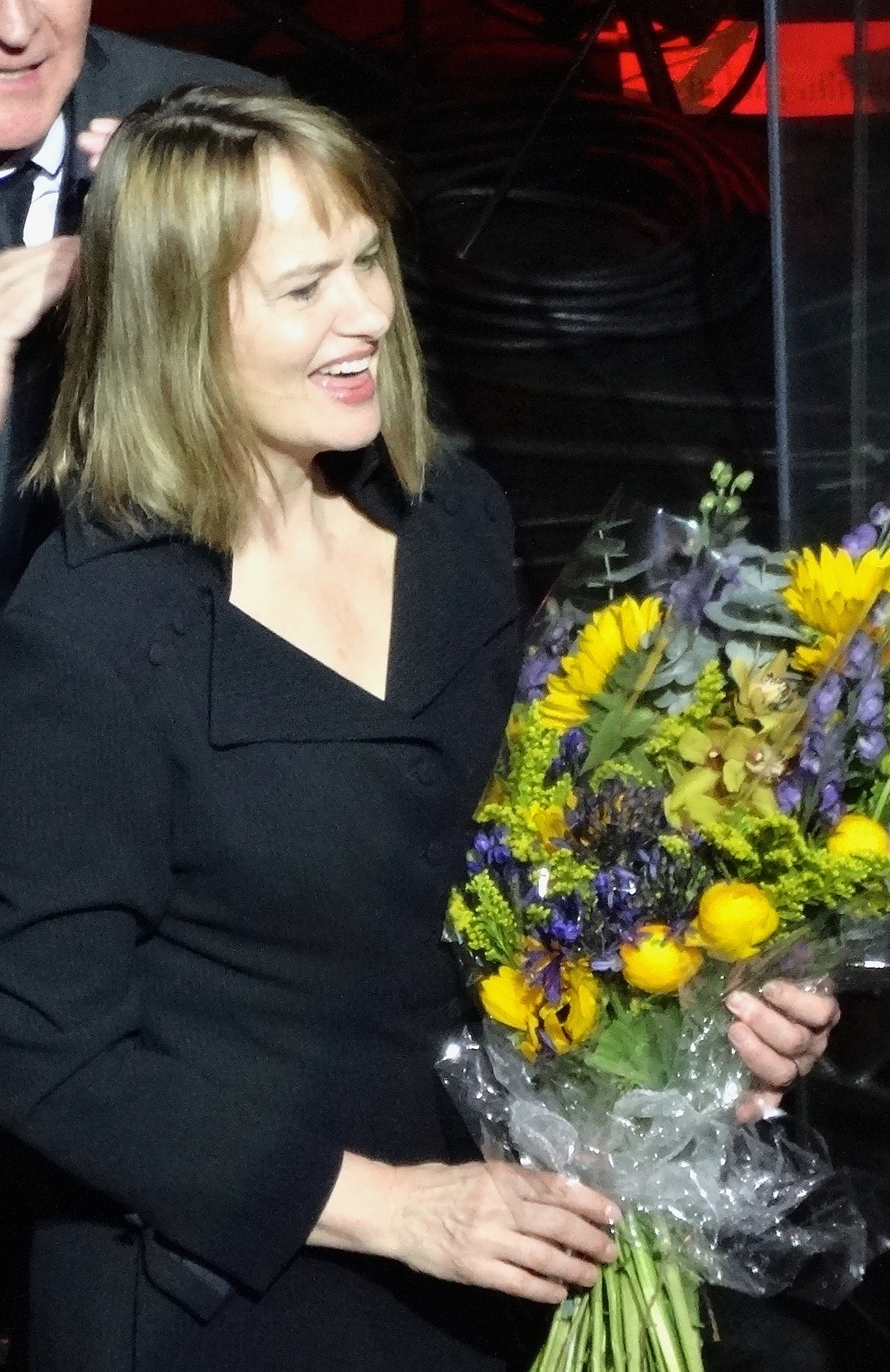
Anne Dudley (2014)

Anne Jennifer Valentino (* 7. Mai 1956 in Chatham, Kent, England als Anne Jennifer Beckingham, besser bekannt als Anne Dudley) ist eine britische Komponistin und Popmusikerin.

## Leben
International ist Anne Dudley besonders durch die Gruppe The Art of Noise bekannt geworden, in der sie Mitglied war.
Anne Dudley begann ihre Karriere als klassische Komponistin, wechselte aber später in den Bereich der Komposition für Werbungen und arbeitete als Studiomusikerin. Zu dieser Zeit lernte sie den Produzenten Trevor Horn kennen und arbeitete mit ihm zusammen für Bands wie ABC und Frankie Goes to Hollywood. Weiterhin war sie Gründungsmitglied der Gruppe The Art of Noise, die besonders im Bereich der Synthesizer- und Sample-Musik ihren Schwerpunkt hatte. Sie arbeitete zudem sehr häufig mit den Pet Shop Boys zusammen, vor allem bei Titeln, die ein Orchester beinhalteten.
Seit 1987 hat sie hauptsächlich Filmmusik komponiert und war an mehr als 50 Film- und Fernsehproduktionen beteiligt. Im Jahr 2004 produzierte und komponierte sie das Album Voice von Alison Moyet. Anne Dudley und Alison Moyet sind Nachbarn.
Sie war zwischen Januar 2002 und Januar 2005 Komponistin des BBC Concert Orchestra.

## Auszeichnungen (Auswahl)
Für die Filmmusik zum Film Ganz oder gar nicht erhielt Anne Dudley bei der Oscarverleihung 1998 den Oscar in der Kategorie „Beste Filmmusik (Komödie)“.
- 2023: Deutscher Filmmusikpreis: Ehrenpreis International[2]

## Diskografie (ohne Art of Noise)
- 1990: Songs From the Victorious City (zusammen mit Jaz Coleman)
- 1995: Ancient and Modern
- 2001: A Different Light
- 2003: Seriously Chilled
- 2022: Crossing the Bar

## Filmografie (Auswahl)
- 1987: Das Chaoten-Team (Disorderlies)
- 1987: Inkognito (Hiding Out)
- 1988: Buster
- 1989: Zwei Frauen
- 1989: Big Bad Man (The Mighty Quinn)
- 1989: Puppenmord (Wilt)
- 1991: Ein Papst zum Küssen (The Pope Must Die(t))
- 1992: The Crying Game
- 1992: Knight Moves – Ein mörderisches Spiel (Knight Moves)
- 1994: Felidae
- 1995: The Grotesque
- 1995: Honigmond
- 1996: Immer wieder samstags (When Saturday Comes)
- 1997: Ganz oder gar nicht (The Full Monty)
- 1998: American History X
- 1999: Turbulenzen – und andere Katastrophen (Pushing Tin)
- 2000: Das zehnte Königreich (The 10th Kingdom; Fernsehserie)
- 2000: Der Mann der 1000 Wunder (The Miracle Maker – The Story of Jesus)
- 2001: Monkeybone
- 2001: Tabloid – Gefährliche Enthüllungen (Tabloid)
- 2002: The Gathering
- 2003: Extreme Rage (A Man Apart)
- 2005: Charles und Camilla – Liebe im Schatten der Krone (Whatever Love Means)
- 2006: Tristan & Isolde
- 2006: Perfect Creature
- 2006: Black Book (Zwartboek)
- 2007: The Walker
- 2008–2009: Der Preis des Verbrechens (Trial & Retribution, Fernsehserie)
- seit 2015: Poldark (Fernsehserie)
- 2016: Elle
- 2018: Mamma Mia! Here We Go Again
- 2019: Glam Girls – Hinreißend verdorben (The Hustle)
- 2021: Benedetta
- 2021: Everybody’s Talking About Jamie